# Bancroft (Idaho)
Bancroft is een plaats (city) in de Amerikaanse staat Idaho, en valt bestuurlijk gezien onder Caribou County.

## Demografie
Bij de volkstelling in 2000 werd het aantal inwoners vastgesteld op 382.
In 2006 is het aantal inwoners door het United States Census Bureau geschat op 353, een daling van 29 (-7,6%).

## Geografie
Volgens het United States Census Bureau beslaat de plaats een oppervlakte van
1,7 km², geheel bestaande uit land. Bancroft ligt op ongeveer 1608 m boven zeeniveau.

## Plaatsen in de nabije omgeving
De onderstaande figuur toont nabijgelegen plaatsen in een straal van 32 km rond Bancroft.